# Trương Tấn Sang
Trương Tấn Sang (Duc Hoa, 21 gennaio 1949) è un politico vietnamita, Presidente della Repubblica Socialista del Vietnam dal 2011 al 2016.
È stato eletto dall'Assemblea Nazionale del Vietnam con 464 voti (94,12%) il 25 luglio 2011. È formalmente il segretario del Partito Comunista del Vietnam comitato cittadina a Hồ Chí Minh.
È stato il membro più anziano del Politburo.